# Julius Schüler
Joseph Julius Schüler (* 7. April 1850 in Ebringen; † 19. September 1914 ebenda) war Landwirt, Bürgermeister und Mitglied des Deutschen Reichstags.

## Leben
Julius Schüler besuchte die Volksschule in Ebringen und diente von 1871 bis 1874 bei der reitenden Batterie im 1. Badischen Feld-Artillerie-Regiment Nr. 14. Er war Bürgermeister in Ebringen von 1892 bis zu seinem Rücktritt im Jahre 1904. Weiter war er Präsident des badischen Bauernvereins seit 1904.
Julius Schüler war Mitglied des badischen Landtags von November 1891 bis 1913 und des Deutschen Reichstags von 1900 bis 1912 für den Wahlkreis Baden 7 (Offenburg, Kehl) und die Deutsche Zentrumspartei. In letzterem war er Mitglied der Weingesetzkommission und Zolltarifkommission.
Er war Träger der Kriegsdenkmünze von Stahl für Kombattanten, der Erinnerungsmedaille und des Ordens vom Zähringer Löwen.